# Jan Černý (Politiker, 1874)

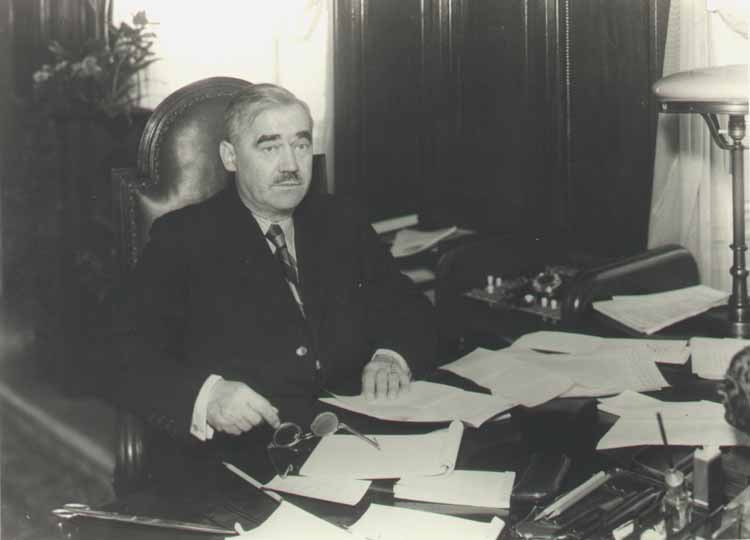
Jan Černý

Jan Černý (* 4. März 1874 in Uherský Ostroh, Österreich-Ungarn; † 10. April 1959 ebenda) war ein tschechoslowakischer Politiker.

## Leben
Nach dem Studium der Rechtswissenschaften an der Karls-Universität Prag arbeitete Černý bis 1918 auf verschiedenen Funktionen als Staatsbeamter im damaligen Österreich-Ungarn. Später war er in verschiedenen Leitungsfunktionen der Provinzialverwaltung tätig. Von 1920 bis 1928 war Černý Präsident der mährischen Landesverwaltung, und von 1928 bis 1939 Landespräsident von Mähren-Schlesien. In diesem Rahmen war Černý vom 15. September 1920 bis zum 26. September 1921 Ministerpräsident der Tschechoslowakei (Regierung Jan Černý I). 

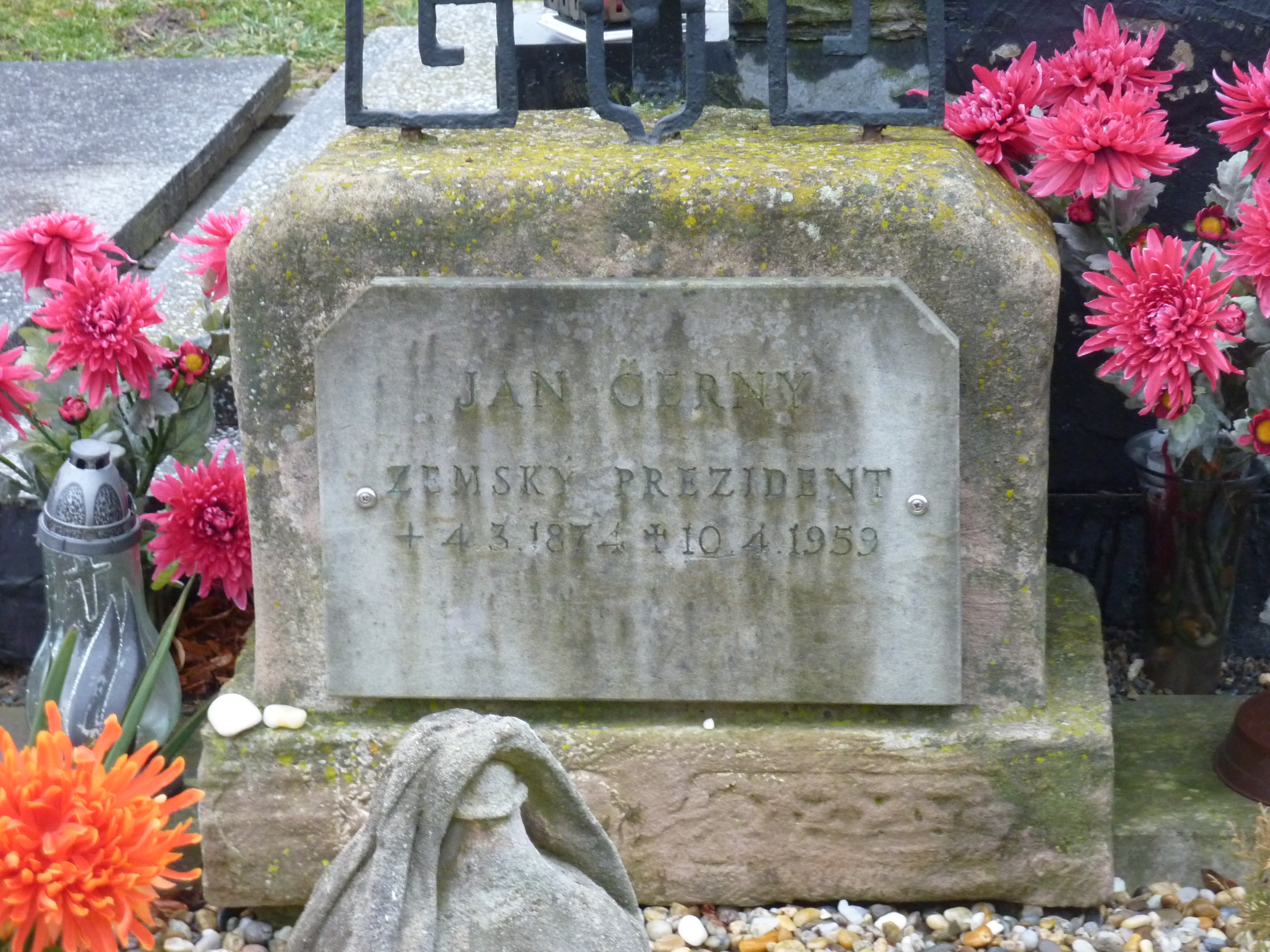
Grab von Jan Černý in Uherské Hradiště

Anschließend übernahm er unter der folgenden Regierung Edvard Beneš (26. September 1921 – 7. Oktober 1922) die Funktion des Innenministers. Vom 18. März 1926 bis zum 12. Oktober 1926 bildete Černý erneut eine Regierung Jan Černý II, um anschließend vom 1. Februar 1929 bis 7. Dezember 1929 in der Regierung František Udržal I das Amt des Innenministers zu übernehmen. Diese Funktion übte er kurzzeitig 1938 erneut aus. Während seiner Regierungstätigkeit in Prag wurde er jeweils in seinen Provinzialämtern vertreten. Nach dem Einmarsch der deutschen Truppen 1939 wurde er in den Ruhestand versetzt.